# 潔絲·菲許洛克
潔西卡·安妮·菲許洛克 MBE（1987年1月14日—）是威爾斯職業女子足球運動員，司職中場，現效力國家女子足球聯賽球隊西雅圖君主，並擔任威爾斯女子足球代表隊隊長。她是威爾斯女足出場數最多的紀錄保持人。
菲許洛克是5屆威爾斯足球小姐（2011–2014年、2019年），她於2017年4月成為威爾斯女足首位達成出賽100場紀錄的球員。
菲許洛克自2007年開始旅外尋求機會，她曾效力於女子英超的布里斯托城足球學院、女子荷甲的AZ以及女子澳聯的墨爾本勝利；2013年，菲許洛克加入美國NWSL的西雅圖君主足球俱樂部，並於同年被外借至女子蘇超的格拉斯哥城。之後又陸續以外借球員身分加入墨爾本城、法蘭克福與里昂。
菲許洛克曾執教於她效力的第一支俱樂部卡地夫城女子足球俱樂部。2017年2月，菲許洛克以球員兼教練身分效力於墨爾本城期間，帶領隊伍連續二度奪下聯賽冠軍。

## 個人生活
2023年12月，菲許洛克與西雅圖君主隊友琪亞拉·金在威爾斯結婚。

## 延伸閱讀
- Fan Hong, J. A. Mangan (2004), Soccer, Women, Sexual Liberation: Kicking Off a New Era, Taylor & Francis, ISBN 0-7146-8408-2
- Grainey, Timothy (2012), Beyond Bend It Like Beckham: The Global Phenomenon of Women's Soccer, University of Nebraska Press, ISBN 0-8032-4036-8
- Stead, Phil (2013), Red Dragons: The Story of Welsh Football, Y Lolfa, ISBN 1847714684
- Stewart, Barbara (2012), Women's Soccer: The Passionate Game, D&M Publishers Incorporated, ISBN 1-926812-60-3

## 外部連結
- Soccerway資料庫：潔絲·菲許洛克
- 潔絲·菲許洛克 （页面存档备份，存于）在西雅圖君主
- 潔絲·菲許洛克在國家女子足球聯賽
- 潔絲·菲許洛克 – FIFA國際賽競賽紀錄 (存檔)
- 潔絲·菲許洛克的Instagram帳戶